# Chaetodon kleinii
Poisson-papillon de Klein, Papillon jaune, Chétodon de Klein
Espèce
Synonymes
- Anisochaetodon kleinii (Bloch, 1790)
- Chaetodon bellulus Thiollière, 1857
- Chaetodon cingulatus Fowler, 1934
- Chaetodon corallicola Snyder, 1904
- Chaetodon flavescens Bennett, 1831
- Chaetodon kleini Bloch, 1790
- Chaetodon melammystax Bloch & Schneider, 1801
- Chaetodon melastomus Bloch & Schneider, 1801
- Chaetodon virescens Cuvier, 1831
- Choetodon kleinii Bloch, 1790
- Tetragonoptrus kleini (Bloch, 1790)

Statut de conservation UICN

 LC  : Préoccupation mineure
Chaetodon kleinii, communément nommé Poisson-papillon de Klein, est une espèce de poissons marins de la famille des Chaetodontidae.

## Sous-genre
Le poisson-papillon de Klein est un poisson-papillon qui fait partie du sous-genre Lepidochaetodon. En 1984, André Maugé et Roland Bauchot ont proposé d'affecter cette espèce au genre Exornator, ce qui donnerait comme nom scientifique pour ce poisson Exornator kleinii.

## Distribution
Le Poisson-papillon de Klein est présent dans les eaux tropicales de l'Indo-Pacifique, Mer Rouge incluse.

## Description
La taille maximale du Poisson-papillon de Klein est de 15 cm.
Sa coloration est assez variable, souvent jaunâtre avec une bande claire, et l'avant du corps blanc, et l'œil traversé par une bande verticale foncée.

## Biologie et écologie
C'est un poisson qui se nourrit d'invertébrés et d'algues et il a une activité à dominante diurne.

## Aquariophilie
Ce poisson peut être maintenu en aquarium d'eau de mer, mais il faut changer l'eau tous les jours....